# South Park: The Fractured but Whole
South Park: The Fractured but Whole je RPG videohra z roku 2017, kterou vyvinul Ubisoft San Francisco a vydal Ubisoft ve spolupráci se South Park Digital Studios. Hra vychází z amerického animovaného sitcomu Městečko South Park. Jedná se o pokračování videohry South Park: The Stick of Truth z roku 2014. Příběh hry se odehrává jeden den po událostech jejího předchůdce.

## Příběh
Děj sleduje nového kluka ve městě, který se nedávno přestěhoval do South Parku a zapojil se do dětské hry na hrdiny. Do níž jsou nyní zapojeny dvě soupeřící superhrdinské frakce. Přou se o vytvoření vlastních superhrdinských mediálních franšíz. Hra superhrdinů nechtěně odhalí spiknutí, jehož cílem je zvýšit zločinnost ve městě, a přivede je do konfliktu se superpadouchy, geneticky upravenými monstry, policií, zločineckými rodinami a novým králem zločinu.

## Hratelnost
Hra se hraje z 2,5D pohledu třetí osoby a kopíruje estetiku televizního seriálu. Ve hře je k dispozici volný svět, ve kterém hráč může plnit úkoly a interagovat s ostatními postavami. Hráč si může vybrat až z deseti archetypů superhrdinů. Každý z nich nabízí jedinečné schopnosti. Bitvy s nepřáteli se odehrávají na speciální bojové mřížce, po které se účastníci mohou volně pohybovat. Útoky mají specifické oblasti účinku, což vyžaduje taktické umístění pro útok a obranu.

## Vývoj
Studio Ubisoft v roce 2013 koupilo práva na hru South Park: The Stick of Truth. Následně pověřilo dceřinou společnost Ubisoft San Francisco vývojem pokračování série. Na produkci hry se podíleli i tvůrci seriálu Trey Parker a Matt Stone. Na soundtracku ke hře pracoval skladatel Jamie Dunlap.

## Vydaní
Hra byla několikrát odkládaná. Vydání hry bylo původně stanoveno na prosinec 2016, ale bylo odloženo téměř o rok. Celosvětově vyšla pro PlayStation 4, Windows a Xbox One dne 17. října 2017.

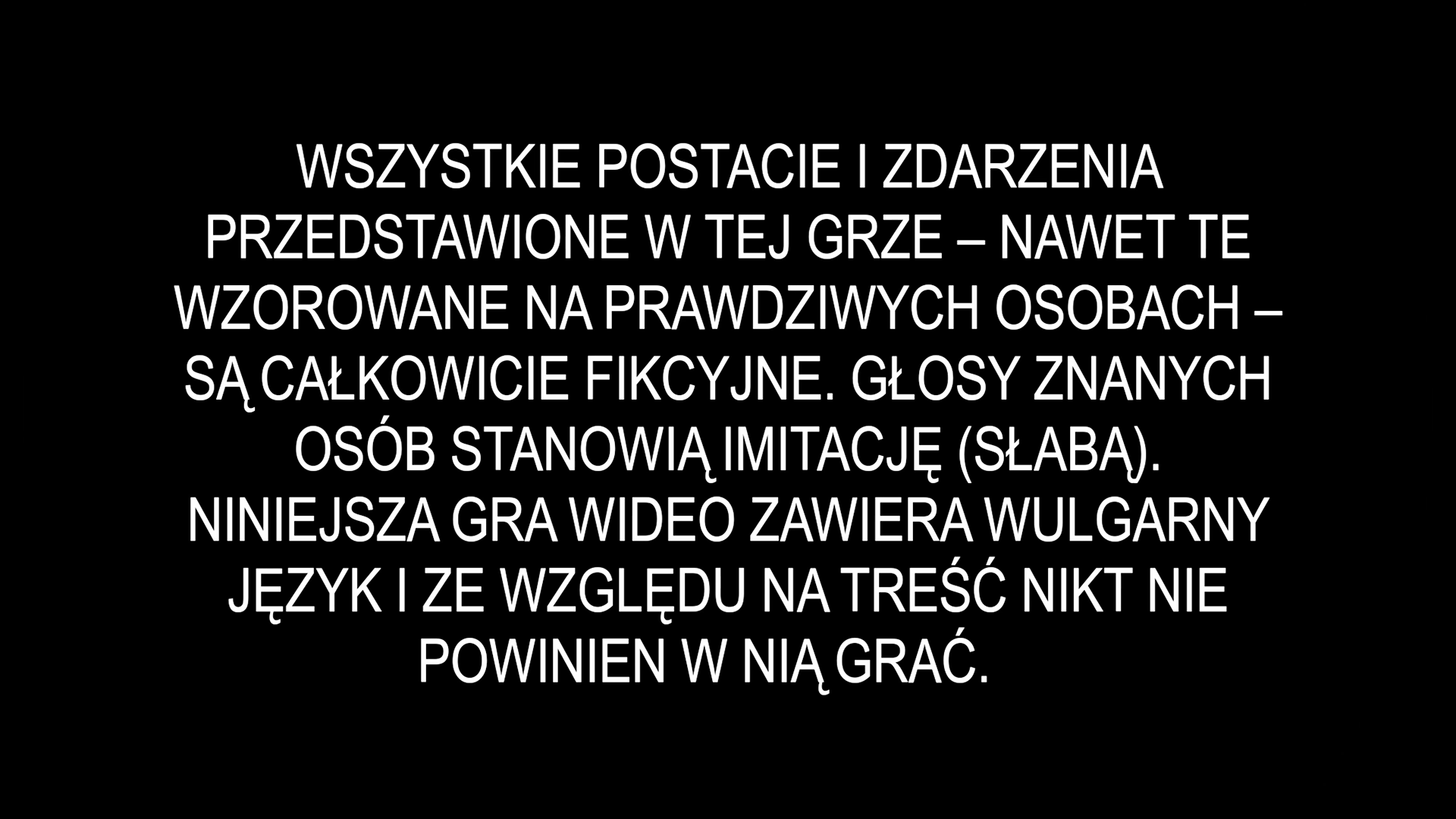
Varování před hraním v polském jazyce

## Ohlasy a recenze
Hra získala vesměs pozitivní recenze, které chválily vylepšení a kreativitu bojových soubojů. Recenzenti se rozcházeli v názoru na příběh. Někteří kritici jej označili za humorné vylepšení, zatímco jiní tvrdili, že je méně efektivní a příliš spoléhá na dětský humor.
Hra se po vydání dočkala doplňkových příběhových misí v podobě stahovatelného obsahu (DLC) a v roce 2018 i verze pro Nintendo Switch.